# Volvo Penta

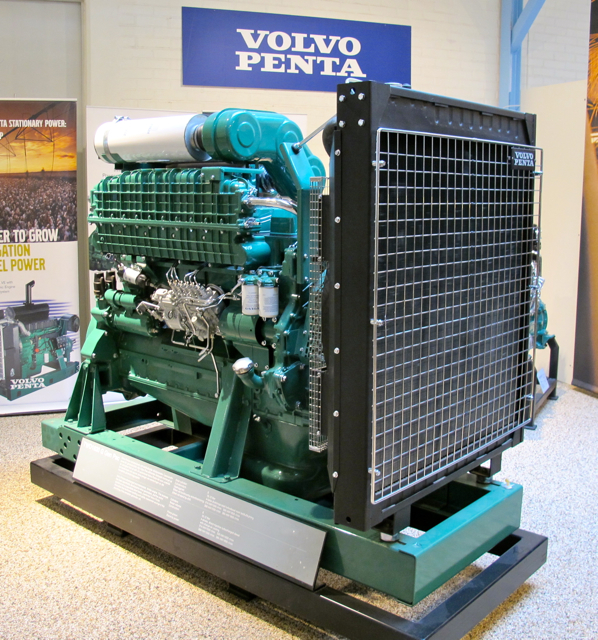
Motor Volvo Penta TWD1620

Volvo Penta es una filial del grupo AB Volvo. Provee motores y generadores completos para barcos de recreo, embarcaciones de uso profesional, equipos generadores de electricidad o de aplicaciones industriales similares.

## Historia
Volvo Penta como empresa independiente fue fundado en 1907, naciendo así junto con la producción del primer motor marino, el B1. La empresa Penta pronto se estableció como fabricante de motor y en 1927 entregó el motor del primer turismo Volvo el ÖV4. Es en 1935 cuando Volvo adquirió Penta y desde entonces Volvo Penta forma parte del grupo AB Volvo.

## Área de negocio

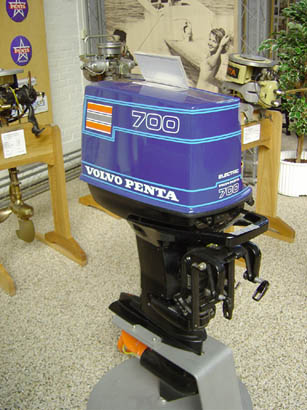
Volvo Penta 700 OBS, motor marino

Volvo Penta opera en el mundo entero, es una de las marcas más sólidas de la industria y además dispone de la mayor red de servicios oficiales existentes, con un total de más de 4000 servicios. La gama de motores incluye tanto los diésel como gasolina con una potencia de 10 a 900 HP.
Ha entrado en la historia marina gracias a numerosas innovaciones tales como la cola en z o las hélices contrarrotativas, Duoprop. Ambas innovaciones siendo consideradas como las más importantes jamás hechas en el sector náutico. Más recientemente, Volvo Penta ha alcanzado un nivel superior en desarrollo de sistemas de propulsión y manejo de embarcaciones gracias al IPS y al joystick.
En agosto de 2013 ha presentado el nuevo sistema Glass Cockpit fruto de la colaboración con Garmin. Este sistema integra en una o varias pantallas los instrumentos de navegación junto con los instrumentos del motor, todo ello bajo la plataforma de Volvo Penta EVC (Electronic Vessel Control)